# کابا (قرقیزستان)
کابا (به لاتین: Kaba) یک منطقهٔ مسکونی در قرقیزستان است که در شهرستان بازارقرغون واقع شده‌است. کابا ۱٬۵۹۸ نفر جمعیت دارد.